# Addictologie
L’addictologie est la discipline médicale et scientifique consacrée à l’étude et à la prise en charge des addictions, c’est-à-dire des phénomènes de dépendance physique et psychologique à une substance psychoactive ou à un comportement. Cette spécialité adopte une approche interdisciplinaire impliquant la médecine, la psychologie et les sciences sociales, pour comprendre les comportements de dépendance et les traiter de manière globale. 
Les addictologues sont les médecins, personnels soignants, travailleurs sociaux qualifiés dans le domaine de l'addictologie.

## Champs d'études
Les addictions sont aujourd’hui reconnues comme des maladies chroniques du cerveau, caractérisées par la perte de contrôle sur une pratique et la poursuite compulsive de celle-ci en dépit de conséquences négatives. L’OMS définit l’addiction comme « un état de dépendance périodique ou chronique à des substances ou à des comportements ». 
L’addictologie constitue aujourd’hui une discipline médicale et scientifique à part entière, centrée sur l’étude, le diagnostic, la prévention et le traitement des différentes formes d’addiction. Elle se situe au carrefour de plusieurs champs : la psychiatrie, la médecine interne, la neurologie, la psychologie clinique, les sciences cognitives, la santé publique et les sciences sociales. Elle mobilise des savoirs issus de la neurobiologie, de la pharmacologie, de la sociologie, de l’épidémiologie ou encore de l’anthropologie de la santé.
L’addictologie s’est structurée comme discipline à partir de la reconnaissance croissante, dans les années 1990 et 2000, du fait que les comportements de dépendance, qu’ils impliquent ou non des substances, reposent sur des mécanismes neuropsychologiques et comportementaux communs. En effet, qu’il s’agisse d’une consommation de drogue ou d’un jeu pathologique, on retrouve des caractéristiques similaires : craving (envie irrépressible), perte de contrôle, poursuite du comportement malgré les conséquences négatives, et risque de rechute.
Ce constat a conduit à dépasser les approches segmentées par produit, telles que la toxicomanie (concernant les drogues illicites), l’alcoologie (spécialisée dans les troubles liés à l’alcool) ou la tabacologie, pour envisager une approche transversale centrée sur le processus addictif lui-même. L’unification de ces domaines dans le champ de l’addictologie a permis de mutualiser les savoirs, de proposer des modèles explicatifs intégrés (notamment issus des neurosciences) et d’améliorer la prise en charge globale des patients, en particulier dans les cas de polyaddiction ou d’addictions croisées (par exemple alcool et jeux, ou tabac et anxiété).
L’extension du champ de l’addictologie aux addictions comportementales, notamment depuis leur reconnaissance dans les classifications internationales (DSM-5 en 2013, CIM-11 en 2019), reflète également une évolution du regard porté sur les dépendances : ce n’est plus la nature du produit qui est déterminante, mais le mode de relation pathologique que la personne entretient avec un objet ou un comportement. Cette intégration a renforcé l’addictologie comme discipline cohérente et transdisciplinaire, capable de penser ensemble les dépendances avec ou sans substance.
Enfin, le champ de l’addictologie comprend également des dimensions juridiques, éthiques et économiques, dans la mesure où il s’inscrit dans des politiques de santé publique impliquant la prévention, la réduction des risques, la réglementation des substances psychoactives et la lutte contre les dommages sociaux liés aux conduites addictives.

## Approches thérapeutiques et prise en charge
Le traitement des addictions repose sur une approche multidisciplinaire intégrant des dimensions médicales, psychologiques et sociales. La prise en charge vise à réduire ou interrompre les comportements addictifs, à prévenir les rechutes et à améliorer la qualité de vie du patient.
L’objectif thérapeutique peut varier selon le type d’addiction, la substance en cause et la situation de la personne : sevrage complet, réduction des risques, maintien de l’abstinence ou réduction de la consommation. L’implication du patient dans son parcours de soin et le respect de ses choix sont des éléments centraux.
Dans certaines addictions, des médicaments peuvent être prescrits pour faciliter le sevrage, réduire les symptômes de manque ou limiter le craving. On distingue notamment :
- les traitements de substitution : par exemple, la méthadone et la buprénorphine pour les dépendances aux opioïdes ; les substituts nicotiniques (patch, gommes à mâcher, spray) pour le tabagisme ;
- les traitements anti-craving : naltrexone, baclofène ou acamprosate pour l’alcoolodépendance ; varénicline pour le sevrage tabagique ;
- les traitements d’urgence : naloxone pour inverser les effets des surdoses d’opioïdes[1].

D'autres approches sont à l’étude, comme les vaccins anti-drogue ou l’usage encadré de substances psychédéliques (par exemple la psilocybine) dans les addictions.
L’accompagnement psychologique est un pilier essentiel du traitement. Il peut s’agir de :
- thérapies cognitivo-comportementales (TCC), visant à modifier les pensées et comportements associés à la consommation ;
- entretien motivationnel, pour renforcer l’engagement dans le changement ;
- thérapie familiale ou de groupe, notamment chez les adolescents ;
- approches psychodynamiques ou intégratives selon le contexte[6].

L’accompagnement social concerne l’aide à la réinsertion, l’accès aux droits, au logement, à l’emploi, et à la couverture santé. Il est essentiel dans les situations de précarité ou d’exclusion liées aux conduites addictives.
Les groupes d’entraide (comme les Alcooliques anonymes, Narcotiques anonymes) offrent un soutien communautaire aux personnes en voie de rétablissement.
La participation de l’entourage à la prise en charge est également encouragée, notamment à travers des groupes de familles, des entretiens conjoints, ou des programmes d’information.

## Structuration du secteur
La structuration du secteur de l’addictologie varie selon les pays. Elle s’appuie sur un réseau de soins spécialisé, complété par des dispositifs de prévention, de réduction des risques et d’accompagnement social.

### Belgique
En Belgique, la politique en matière d’addictions est partagée entre les niveaux fédéral, régional et communautaire. Les soins sont assurés par :
- des centres spécialisés en assuétudes ou toxicomanies, souvent rattachés à des hôpitaux généraux ou psychiatriques ;
- des équipes mobiles qui interviennent au domicile des patients ou dans des contextes de précarité ;
- des services de santé mentale (SSM) ;
- et des maisons d’accueil ou centres de jour.

Des dispositifs de réduction des risques existent dans plusieurs villes (par exemple à Liège, Bruxelles ou Charleroi), parfois portés par des ASBL comme Modus Vivendi, Transit ou DUNE.
L’accès aux soins est majoritairement pris en charge par l’Institut national d’assurance maladie-invalidité. 

### France
En France, la prise en charge des addictions repose sur un maillage de structures financées par l’Assurance Maladie et coordonnées par les agences régionales de santé. Les deux principales catégories sont :
- les CSAPA (centres de soins, d’accompagnement et de prévention en addictologie), créés par le décret n° 2005-1606 du 19 décembre 2005. Ils accueillent toute personne confrontée à une addiction avec ou sans substance. Ils assurent des missions de soins médicaux, de suivi psychologique, de soutien social, et de prévention[8]. La plupart des CSAPA sont gérés par des structures associatives sous la tutelle des agences régionale de santé mais certains sont intégrés à des hôpitaux.

- les CAARUD (centres d’accueil et d’accompagnement à la réduction des risques pour usagers de drogues), créés en 2006, s’adressent aux usagers actifs de drogues. Ils fournissent un accès au matériel stérile, à la prévention des overdoses, au dépistage, et à un accompagnement social[9]. Il sont gérés par des structures associatives sous la tutelle des agences régionale de santé

Par ailleurs, certains établissements hospitaliers disposent d’unités d’addictologie en hôpital de jour ou en hospitalisation complète. Des soins de suite et de réadaptation spécialisés permettent une prise en charge résidentielle. 
Des consultations jeunes consommateurs (CJC) sont également proposées dans de nombreux CSAPA pour les moins de 25 ans.
Deux haltes soins addictions existent, à Paris et Strasbourg, permettant à des personnes de consommer des drogues dans des espaces sécurisés.

### Québec
Au Québec, les services sont intégrés dans le réseau de la santé et des services sociaux, coordonnés par le ministère de la Santé et des Services sociaux et les centres intégrés de santé et de services sociaux (CISSS ou CIUSSS).
L’offre comprend :
- des centres de réadaptation en dépendance (CRD), qui offrent des services ambulatoires, de réinsertion, et parfois résidentiels ;
- des centres de traitement communautaires ou maisons de thérapie ;
- des services intégrés en urgence psychiatrique, souvent via les CLSC ;
- des programmes de réduction des méfaits (échange de seringues, distribution de naloxone) gérés par des organismes communautaires.

Le Québec a également mis en œuvre des programmes de prévention ciblant les jeunes, comme Ton Alerte ou Déjoue les pièges, et diffuse les lignes d’assistance Drogue : aide et référence et Jeu : aide et référence.

### Suisse
En Suisse, les compétences sont majoritairement cantonales. La prise en charge est assurée par un réseau coordonné regroupant :
- des centres spécialisés en addiction (par exemple : Addiction Suisse, Arud, Fondation Phénix) ;
- des structures hospitalières (services de psychiatrie, médecine interne, ou addictologie) ;
- des centres de consultation ambulatoire, publics ou associatifs ;
- des programmes de réduction des risques, incluant la prescription d’héroïne médicalisée dans certains cantons (Zurich, Bâle, Genève) ;
- des unités mobiles ou lieux d’accueil à bas seuil d’exigence.